# Liste der Kulturdenkmale in Förstgen (Grimma)
In der Liste der Kulturdenkmale in Förstgen sind die Kulturdenkmale des Grimmaer Ortsteils Förstgen verzeichnet, die bis Juli 2024 vom Landesamt für Denkmalpflege Sachsen erfasst wurden (ohne archäologische Kulturdenkmale). Die Anmerkungen sind zu beachten.
Diese Aufzählung ist eine Teilmenge der Liste der Kulturdenkmale in Grimma.

## Förstgen
| Bild                                    | Bezeichnung | Lage                          | Datierung                                                                                       | Beschreibung | ID       |
| --------------------------------------- | --- | ----------------------------- | ----------------------------------------------------------------------------------------------- | --- | -------- |
| Direkt Bild zu diesem Denkmal hochladen | Wohnhaus (mit rückwärtigem Anbau), Seitengebäude (mit angebautem Backhaus) sowie daran angebaute Scheune eines Bauernhofes | Schkortitzer Straße 1 (Karte) | 1704, im Kern älter (Bauernhaus); 18. Jahrhundert (Seitengebäude); 1943 laut Auskunft (Scheune) | Zeugnis der bäuerlichen Bau- und Lebensweise vergangener Zeiten in beeindruckender Fachwerkbauweise, Wohnhaus mit altertümlicher Fachwerkkonstruktion (Andreaskreuze), mit Rundbogenportal und weit vorkragendem Obergeschoss zur Hofseite, Seitengebäude mit Fachwerk-Obergeschoss, Stallscheune teils massiv, teils verbrettertes Fachwerk, bau- und ortsgeschichtlich von Bedeutung. - Wohnstallhaus: zweigeschossig, Erdgeschoss massiv, Obergeschoss Fachwerk (Giebel Fachwerk von 1943 zum Teil unter Wiederverwendung der alten, beschrifteten Balken), Satteldach, Biberschwanzdeckung, rückwärtige Milchhalle (vermutliche ehemaliges Backhaus), Fenstergewände in Porphyrtuff (zum Teil reich profiliert), zum Hof Türgewände als profiliertes Rundbogenportal in Porphyrtuff, Andreaskreuze, geschweifte Kopfbänder, auf einigen Riegeln am Giebel und an der Hofseite Inschrift: „Ich weis das mein Erlö(ser lebt)“ und „... aus der Erden auferwecken“ (zum Teil unleserlich) - Seitengebäude: zweigeschossig, Erdgeschoss massiv, Obergeschoss Fachwerk, Türgewände und Stallfenstergewände zum Teil in Holz, Satteldach mit Handstrichziegeln, ältere Tür, ältere Fenster, rückwärtig Backhaus, Bruchstein, Walmdach und mit großem Segmentbogenfenster - Stallscheune: Satteldach, Biberschwanzdeckung, zweigeschossig, Erdgeschoss massiv, Obergeschoss verbrettertes Fachwerk, giebelseitige Hocheinfahrt mit Schiebetor | 08974514 |
| Direkt Bild zu diesem Denkmal hochladen | Seitengebäude eines Mühlenanwesens und Mühlentechnik im benachbarten Mühlengebäude (Hennigs-Mühle, Mühle Hofmann)          | Schkortitzer Straße 4 (Karte) | Mitte 19. Jahrhundert (Seitengebäude); 1. Hälfte 20. Jahrhundert (Mühlentechnik)                | Mühle verputzter Massivbau, Seitengebäude Obergeschoss Fachwerk, bau- und technikgeschichtlich von Bedeutung. Mühlenbesitzer: Carl Zschau, Hennings, Hofmann, Morgenstern. - Mühle (Gebäude selbst kein Denkmal): Mahlmühle 19. Jahrhundert, ursprünglich Wassermühle, dann Elektromühle, zweigeschossig, verputzter Massivbau, Satteldach - Quetsche: Fa. Kählitz & Lübcke Mühlenbauanstalt Leipzig - Stall: zweigeschossig, Erdgeschoss massiv, Obergeschoss Fachwerk, Satteldach | 08974512 |
| Direkt Bild zu diesem Denkmal hochladen | Wohnstallhaus (mit Anbau) und Einfriedungsmauer eines Bauernhofes                                                          | Schkortitzer Straße 7 (Karte) | Um 1700, spätere Veränderungen                                                                  | Zeugnis der bäuerlichen Bau- und Lebensweise, bemerkenswerte Fachwerkkonstruktion (balusterartige Brüstungsständer, Kopfstreben und K-Streben), baugeschichtlich von Bedeutung. Zweigeschossig, Erdgeschoss massiv, Obergeschoss Fachwerk, K-Streben und balusterartige Brüstungsständer, Fenstergewände in Porphyrtuff, Satteldach, Türgewände in Kunststein, rückwärtiger massiver Anbau, im Giebel rundbogiges Zwillingsfenster, Satteldach. | 08974513 |

## Tabellenlegende
- Bild: Bild des Kulturdenkmals, ggf. zusätzlich mit einem Link zu weiteren Fotos des Kulturdenkmals im Medienarchiv Wikimedia Commons. Wenn man auf das Kamerasymbol klickt, können Fotos zu Kulturdenkmalen aus dieser Liste hochgeladen werden:
- Bezeichnung: Denkmalgeschützte Objekte und ggf. Bauwerksname des Kulturdenkmals
- Lage: Straßenname und Hausnummer oder Flurstücknummer des Kulturdenkmals. Die Grundsortierung der Liste erfolgt nach dieser Adresse. Der Link (Karte) führt zu verschiedenen Kartendiensten mit der Position des Kulturdenkmals. Fehlt dieser Link, wurden die Koordinaten noch nicht eingetragen. Sind diese bekannt, können sie über ein Tool mit einer Kartenansicht einfach nachgetragen werden. In dieser Kartenansicht sind Kulturdenkmale ohne Koordinaten mit einem roten bzw. orangen Marker dargestellt und können durch Verschieben auf die richtige Position in der Karte mit Koordinaten versehen werden. Kulturdenkmale ohne Bild sind an einem blauen bzw. roten Marker erkennbar.
- Datierung: Baubeginn, Fertigstellung, Datum der Erstnennung oder grobe zeitliche Einordnung entsprechend des Eintrags in der sächsischen Denkmaldatenbank
- Beschreibung: Kurzcharakteristik des Kulturdenkmals entsprechend des Eintrags in der sächsischen Denkmaldatenbank, ggf. ergänzt durch die dort nur selten veröffentlichten Erfassungstexte oder zusätzliche Informationen
- ID: Vom Landesamt für Denkmalpflege Sachsen vergebene, das Kulturdenkmal eindeutig identifizierende Objekt-Nummer. Der Link führt zum PDF-Denkmaldokument des Landesamtes für Denkmalpflege Sachsen. Bei ehemaligen Kulturdenkmalen können die Objektnummern unbekannt sein und deshalb fehlen bzw. die Links von aus der Datenbank entfernten Objektnummern ins Leere führen. Ein ggf. vorhandenes Icon  führt zu den Angaben des Kulturdenkmals bei Wikidata.